# تومریس اینجر
تومریس اینجر (انگلیسی: Tomris İncer؛ ۱۶ مارس ۱۹۴۸ – ۵ اکتبر ۲۰۱۵) بازیگر اهل ترکیه بود. وی بین سال‌های ۱۹۷۳ تا ۲۰۱۵ میلادی فعالیت می‌کرد.